# Altenhammer (Schwarzhofen)
Altenhammer ist ein Gemeindeteil von Schwarzhofen im Oberpfälzer Landkreis Schwandorf (Bayern).

## Geographische Lage
Altenhammer befindet sich ungefähr vier Kilometer nordwestlich von Schwarzhofen auf dem Südufer der Schwarzach.

## Geschichte
Ende des 18. Jahrhunderts wurde „Altenhammer mit vier Anwesen, darunter eine Mühle, als Bestandteil des Landsassengutes Zangenstein mit dem Inhaber Anton Freiherr von Saur“ aufgeführt.
Entsprechend einer Verordnung von 1808 wurde das Landgericht Neunburg vorm Wald in 55 Steuerdistrikte unterteilt.
Dabei bildete Zangenstein mit den Ortschaften Altenhammer, Holzhof, Meischendorf und Schönau einen Steuerdistrikt.
Altenhammer hatte zu dieser Zeit 4 Anwesen und einen Müller.
1809 hatte Anton Freiherr von Saur das Patrimonialgericht Zangenstein inne.
Zu diesem gehörten die Ortschaften Zangenstein mit 19 Familien, Meischendorf mit 9 Familien, Altenhammer mit 4 Familien, Mantlarn mit 3 Familien, Holzhof mit 2 Familien und Uckersdorf mit 2 Familien.
1820 wurden Ruralgemeinden gebildet.
Dabei entstand die Ruralgemeinde Zangenstein, die aus den Ortschaften Zangenstein mit 19 Familien, Meischendorf mit 8 Familien, Altenhammer mit 4 Familien und Holzhof mit 2 Familien bestand.
Zum Stichtag 23. März 1913 (Osterfest) wurde „Altenhammer als Teil der Pfarrei Altendorf mit 2 Häusern und 15 Einwohnern“ aufgeführt.
1978 wurde die Gemeinde Zangenstein in die Gemeinde Schwarzhofen eingegliedert. Damit gelangte Altenhammer in die Gemeinde Schwarzhofen.
Am 31. Dezember 1990 hatte Altenhammer 5 Einwohner und gehörte zur Pfarrei Altendorf.